# St. Zeno (Stahringen)

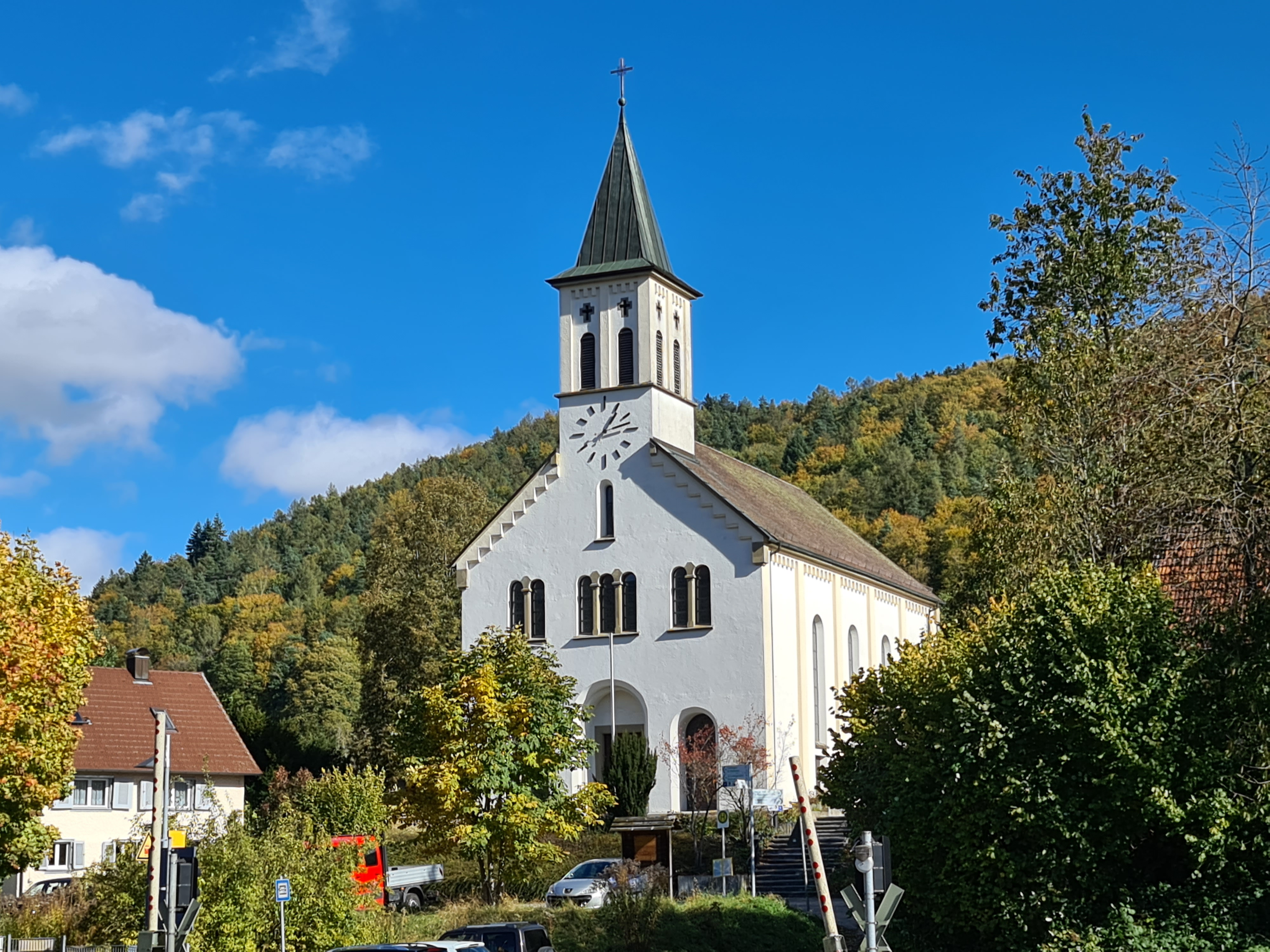
St. Zeno in Stahringen

Die Kirche St. Zeno ist ein katholisches Gotteshaus im Radolfzeller Stadtteil Stahringen. Sie ist Sitz der gleichnamigen Pfarrgemeinde in der Seelsorgeeinheit St. Radolt-Radolfzell im Dekanat Konstanz des Erzbistums Freiburg.

## Geschichte
Die erste Kirche am Böhlerberg wurde vermutlich um das Jahr 1500 errichtet. Im Jahre 1835 fand die Grundsteinlegung der heutigen Kirche statt. Die „Landkirche“ wurde von Heinrich Hübsch geplant, der ein Gebäude im modernen Rundbogenstil mit klassisch strukturierter Fassade und damit ein Beispiel des frühen Historismus entworfen hatte. Eine grundlegende Umgestaltung des Innenraumes im Sinne des Zweiten Vatikanischen Konzils wurde bei einer großen Renovierung 1977/79 vorgenommen. Eine zweite Renovierung des Innenraums erfolgte 2015 und am 29. November 2015 konnte die Gemeinde wieder in der Kirche feiern.

## Ausstattung
Der Kreuzweg wurde vom Beuroner Pater und Künstler Ansgar Dreher entworfen.

### Orgel
Die Orgel wurde 1886 von dem Orgelbauer Xaver Mönch für die St. Laurentius-Kirche in Markelfingen gebaut. 1987 wurde das Instrument von der Kirchengemeinde St. Zeno angekauft und auf der neu gebauten Empore aufgestellt. Das Instrument hat sieben Register auf einem Manual und Pedal. Die Trakturen sind mechanisch.
| Manual C–f3 |               |       |
| 1.          | Principal     | 8′    |
| 2.          | Salicional    | 8′    |
| 3.          | Gedekt        | 8′    |
| 4.          | Oktav         | 4′    |
| 5.          | Klein Gedekt  | 4′    |
| 6.          | Mixtur III-IV | 2 ⁄3′ |

| Pedal C–c1 |         |     |
| 7.         | Subbass | 16′ |

- Koppel: Man/P

### Glocken
In dem mittig in den Giebel der Kirche gestellten schlanken Glockenturm hängen vier Bronzeglocken in einem stählernen Glockenstuhl. Sie wurden im Jahr 1954 von Friedrich Wilhelm Schilling gegossen.
| Glocke | Name        | Durchmesser | Gewicht | Schlagton |
| ------ | ----------- | ----------- | ------- | --------- |
| 1      | St. Zeno    | 980 mm      | 598 kg  | g′±0      |
| 2      | St. Maria   | 816 mm      | 344 kg  | b′+1      |
| 3      | St. Michael | 751 mm      | 278 kg  | c″±0      |
| 4      | St. Josef   | 630 mm      | 161 kg  | es″+2     |